# 호아킨 발라게르
호아킨 발라게르(스페인어: Joaquín Balaguer)는 도미니카 공화국의 작가이자 보수주의 정치인이다. 1960-1962년, 1966-1978년, 1986-1996년 대통령을 지냈다.
나바레테의 푸에르토리코 이민 가정에서 태어났다. 독재자 라파엘 트루히요(Rafael Trujillo) 하에서 여러 요직을 지냈으며, 엑토르 트루히요(Héctor Trujillo) 하에서 부통령을 지내다가, 트루히요가 사임하자 대통령직을 승계했다. 2년만에 군사 쿠데타로 실각하였으나, 1966년 대통령직에 복귀하였다. 이후에도 1970년, 1974년 대통령 선거에서 승리하여 연임에 성공하지만, 1978년 안토니오 구스만 페르난데스에게 패하였다.
1982년 대선에서도 살바도르 호르헤 블랑코(Salvador Jorge Blanco)에게 패하였으나, 1986년 41%의 득표율로 하코보 마흘루타(Jacobo Majluta) 前대통령을 물리치고 재선되었다. 세 번째 임기에서는 지난 두 차례보다 더 온건한 정책을 펼쳤음에도, 계속되는 억압 정책으로 청년들의 반발을 사기도 했으며, 1991년 부패 혐의를 받은 블랑코 前대통령을 처벌하기도 했다. 이후에도 1990년, 1994년 무난히 재선되지만, 시력이 악화되는 등(발라게르는 백내장을 앓기도 했다) 건강이 악화되자 임기 종료를 2년 앞두고 사임했다. 2002년 향년 96세를 일기로 타계했다.
발라게르는 경제를 발전시켰다는 점에서 긍정적으로 평가받는다. 우선, 미국의 원조를 바탕으로 하여금 "도미니카의 기적"이라는 경제 발전을 실현하기도 했다. 또한 환경 보전에 공헌했다는 점도 있다(일례로 오늘날 도미니카가 자랑하는 녹지의 대부분은 발라게르에게 빚을 지고 있다 해도 과언이 아니다). 그러나 강권 통치로 인한 인권 침해 논란과(청년들의 반감을 사기도 했다), 부정선거 개입(1966년 대선 및 장기집권을 위한 개헌), 부정부패 확산, 빈부 격차 확대 등 부정적으로 평가받기도 한다.
발라게르는 또한 시각 장애인이었다(백내장을 앓기도 했다). 페루의 작가 마리오 바르가스 요사의 작품(염소의 축제)의 캐릭터이기도 하다.

## 약력
호아킨 발라게르는 1906년 9월 1일, 산티아고 현의 비야 비소노(나바레테로 알려져 있음)에서 태어났다. 아버지 호아킨 발라게르 레스피에르(Joaquín Balaguer Lespier)는 푸에르토리코에서 온 카탈루냐인이었다. 어머니 카르멘 셀리아 리카르도(Carmen Celia Ricardo)는 마누엘 데 헤수스 리카르도(Manuel de Jesus Ricardo)와 로사 아멜라 에우레아우스(Rosa Amelia Heureaux) 사이에서 태어났다. 호아킨은 레스피에르와 카르멘 사이에서 태어난 자녀 중 유일한 아들이었다(나머지는 딸이었다).
발라게르는 어릴 적 문학에 관심을 갖게 되었다. 그의 자서전에 따르면, 미국이 도미니카 공화국을 점령하자 그 여파로 정치 활동에 전념하기 시작했다고 한다. 학교를 졸업한 이후, 발라게르는 산토도밍고대학에서 법률 학위를 땄고, 파리 I 판테온소르본에서 짧은 기간을 공부했다. 유년기에, 발라게르는 아버지가 페드로 알비수 – 하버드 대학을 졸업한 푸에르토리코의 정치인 – 에게 공격을 당한 것을 보고 경외심을 느껴 글로 쓰기도 했다. 하지만, 알비수의 열정과 매력이 발라게르의 상상력을 키웠다.

## 정치 활동

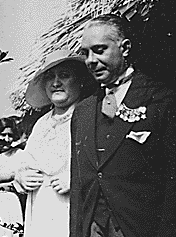
라파엘 트루히요(오른쪽). 도미니카 공화국의 독재자였던 그는 발라게르의 스승과도 같았다.

발라게르는 1930년 법원의 변호사로 임명되었다. 이로써 그의 정치 활동이 본격적으로 시작되었다(사실 그 이전에도 경력이 있었지만 트루히요 정부에 의해 통제되었다). 1932년부터 1935년까지 마드리드의 도미니카 영사관의 비서로 활동했으며, 1936년 라파엘 트루히요(Rafael Trujillo)의 대통령 차관으로 일하였다. 1937년 외교 관계에 관한 차관으로 일하였다. 1940년부터 1943년까지 콜롬비아 특명대사로, 1943년부터 1947년까지 에콰도르 특명대사로 일하였으며, 1947년부터 1949년까지 멕시코 대사로 일하였다. 1949년부터 1955년까지 교육부 장관으로 일하였고, 1953년부터 1956년까지 외교부 장관으로 일했다.

## 대통령
1960년 대통령이 된 발라게르는 앞으로도 36년이나 실권을 쥐게 된 인물이 되었다. 이 기간 동안 도미니카의 기적이라고 부를 만큼 경제를 발전시켰지만, 다른 한편으로는 반대파를 억압하는 가 하면 빈부 격차와 부패를 확대시켰다.

### 부통령에서 대통령으로
라파엘 트루히요의 제자로서, 발라게르는 라파엘 치하에서 여러 요직을 지냈다. 그러던 중 1952년 라파엘이 대통령직을 사임하고, 동생인 엑토르 트루히요에게 권력을 이양하였다. 하지만 엑토르는 이름만 대통령일 뿐, 사실상 꼭두각시였다(실질적으로는 라파엘이 대통령이나 다름없었다). 1956년 대통령 비서로 임명되었다가, 1957년 5월 16일 부통령으로 임명되었다.
엑토르가 라파엘의 꼭두각시였다는 것은 즉, 라파엘의 독재가 계속된다는 것과 다름없었다. 그러자 미국은 이에 압력을 가하기 시작했고, 엑토르는 결국 1960년 8월 3일 대통령직을 사임했다. 부통령으로 재임하던 발라게르는, 엑토르가 사임하자 대통령직을 승계한다.

### 임기 제1-축출

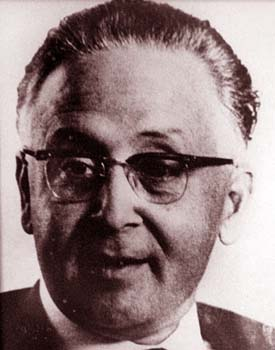
라파엘 보네이. 발라게르의 첫 번째 임기 때 부통령을 지냈으며, 발라게르 축출 이후 대통령직을 승계했다.

부통령으로 있던 발라게르는 대통령직을 승계하였고, 1960년 8월 3일 정식으로 업무를 수행하기 시작했다.
하지만 이 모든 상황은 라파엘이 암살되자 극적으로 바뀌었다. 처음에는 라파엘의 아들인 람피스 트루히요(Ramfis Trujillo)가 사실상 통치했기 때문에, 발라게르는 꼭두각시와도 같았다. 그러나 라파엘의 암살 이후, 그는 비로소 실권을 쥐게 되었다. 비로소 실권을 쥐게 된 그는 검열을 완화하는 등 민주화를 위한 조치를 취했다. 한편으로는 1961년 1월 쿠바와 체결했던 불가침 조약을 해약하기도 했다.
그러나 이러한 강경 정책은 람피스의 삼촌인 엑토르와 호세 아리스멘디 트루히요에 의해 실시된 임시방편일 뿐이었다. 더욱이 자유와 권리 그리고 평등을 부여하였음에도 실제로는 충분히 부여하지 않았다는 것이다. OAS는 라파엘이 로물로 베탕쿠르 대통령을 살해하려다 실패한 것에 경제적 제재를 가하는 가 하면 람피스도 국가가 좌우대립으로 인한 내전에 빠졌다며 경고했다.
다른 한편으로는 야당 탄압에 대한 문제가 있었는데, 그 예로 도미니카 개혁당이나 국립시민연합, 그리고 공산주의 도미니카 대중운동을 억압하기도 했다. 야당은 발라게르의 이러한 행위를 공개적으로 비난하였고, 이에 발라게르는 9월에 연립 정부를 구성하겠다고 약속했다. 엑토르와 호세 트루히요는 나라를 떠났지만, 야당은 람피스의 퇴임을 요구했다. 람피스는 11월 17일 사임한 뒤 나라를 떠났으며 이후 공군장성 페르난도 산체스가 친카스트로 혁명을 지원한다는 소문이 퍼지기 시작했다. 그러자 미국이 도미니카 공화국에 작은 함대와 1800명의 해병대를 보냈다. 미국 영사는 이러한 세력들이 베네수엘라와 콜롬비아로부터 지원을 받아 발라게르의 정치에 개입할 것임을 통지했다. 공군장성인 로드리게스 에차베리아는 스스로 발라게르를 지지한다는 입장을 천명, 친트루히요 세력들을 패배시킬 것임을 발표했다. 트루히요 형제는 11월 20일 에차베리아가 국군차관이 되자 나라를 떠났다.

#### 축출
국립시민연맹(UCN)은 1964년까지 대통령 선거를 지연할 수 있는 지도자 비리아토 피아요가 이끄는 임시 정부를 구성하게 할 것을 요구했다. 군부는 UCN의 힘이 커지자 격렬하게 대응하는가 하면 에차베리아는 현 정권(발라게르 체제)의 유지를 주장했다. 미국 영사는 이를 중재했으며, 1962년 1월 7명(발라게르가 지도하되 UCN의 멤버들을 포함한다)으로 구성된 국가평의회를 설립하는(도미니카 의회와 발라게르가 이끄는 내각을 대체할) 조약을 체결하였다. OAS는 국가가 의회의 설립을 방해하는 제도를 폐지하였다. 그러나 발라게르에 대한 대중적인 불안이 계속되는 데 이어, 에차베리아가 스스로 권력을 장악하려는 시도가 적발되기도 했다. 군부는 폭동을 이끌었더 1월 14일 시위대를 공격하였다. 1월 16일, 에차베리아는 군사 쿠데타를 일으켜 발라게르를 축출한 뒤 국회의원들을 체포했다. 미국은 새로운 국가 위기가 닥치자 UCN을 지원하였고 에차베리아는 이틀 후 다른 장교들에 의해 체포되었다. 국가평의회는 라파엘 보네이(Rafael Bonnelly)의 지도 하에 복구되었으며 발라게르는 뉴욕과 푸에르토리코로 유배되었다.
보네이는 1년간 국정을 총괄한 뒤 후안 보쉬에게 권력을 이양하였다. 하지만, 보쉬의 정부는 7개월밖에 가지 못한 채 군사쿠데타로 전복되었다. 그 이후 1965년 4월 24일 내전이 시작되었다. 군부는 보쉬를 복귀시킬려 했던 임시정부를 향해 반란을 일으켰고, 린든 존슨(Lyndon Johnson) 미국대통령은 4월 28일 카리브 해 일대에 공산주의가 확산되는 것을 막고 반란을 막기 위해 42,000 달러를 보냈다. 임시정부 지도자 엑토르 가르시아 고도이(Héctor García Godoy)는 1966년 대통령 선거를 열어, 후임을 선출하겠다고 약속했다. 마침내 발라게르는 대통령 선거에 출마, 후안 보쉬 前대통령을 물리치고 재선된다.

### 임기 제2, "12년"
1966년, 발라게르는 자신의 라이벌이었던 후안 보스치를 누르고 당선되었다. 사실 이 선거에는 부정이 만연되었다. 동년 7월 1일 정식으로 업무를 수행하기 시작했다. 강력한 개혁 정책을 실시하는 가 하면 트루히요 시대보다 더 온건한 정책을 펼쳤다.
이후 헌법을 수정하여 1970년 3선에 성공하였으며, 1974년 4선에 성공하였다. 그는 이를 통해 사실상 장기 집권의 길을 열었다.
그는 당시 도미니카 공화국에 닥쳤던 경제적 혼란을 타개하는 가 하면 학교, 댐, 도로 등을 건설하기도 했다. 이 기간 동안 경제는 꾸준히 발전하였다.
하지만 말기에는 경제적 어려움이 닥쳤다. 또한 인권 침해가 문제가 된 것이다. 사법살인 행위가 무차별적으로 행해지는 가 하면, 자신에 반대적인 언론인을 투옥하기도 했다. 수많은 사람들이 실종되거나 투옥되었고, 그 와중에 수많은 이들이 사망하였다.

#### 선거 패배, 퇴임, 그리고 재도전
그러한 가운데 발라게르는 장기집권의 야욕을 드러냈고, 1978년 5선에 도전하였다. 이 대선에서 그는 야권의 안토니오 구스만 페르난데스와 대결하였다. 하지만 이 대선에서 페르난데스가 승리함에 따라, 그는 결국 5선에 실패하였다. 그는 자신의 패배를 인정한 뒤 물러났다.
하지만 그의 도전은 멈추지 않았으며, 1982년 다시 5선에 도전하였다. 그러나 이번에도 그는 야권후보 살바도르 호르헤 블랑코(Salvador Jorge Blanco)에게 패하였다. 이 무렵 페르난데스 대통령이 자결하기도 했다.
정권을 향한 욕심을 버리지 못하고, 1986년 다시 5선에 도전하였다. 그는 두 번의 실패를 무릅쓰고 5선에 성공하였다. 아마도, 블랑코 치하에서 경제 사정이 악화되었으며, 부패가 심해졌다는 게 그 원인이었을지도 모른다.

## 트리비아
발라게르는 정치인이었지만, 작가이기도 했다. 그는 많은 글을 썼다.
발라게르는 또한 친환경주의자이기도 했다. 요즘으로 말하자면 열정적인 숲 지킴이였는데 그는 가난한 사람들의 생계형 벌목이건 호화별장을 지으려는 부자들의 탐욕형 벌목이건 가리지 않고 처벌하였다. 강과 해안의 습지대를 보호구역으로 묶고, 국립공원을 지나는 도로공사와 대규모 환경 파괴를 부르는 댐 건설을 강제로 중단시켰다. 오늘날 도미니카가 자랑하는 녹지의 대부분은 발라게르에게 빚을 지고 있다 해도 과언이 아니다.
그는 결혼하지 않았고, 죽을 때까지 홀로 살았다. 그는 또한 시각 장애인이기도 했는데, 말년에는 백내장을 앓았다.
페루의 작가 마리오 바르가스 요사의 작품인 《염소의 축제》에도 나온다.
또한 그는 후안 보쉬(Juan Bosch) 前대통령과 라이벌이었다.
발라게르는 또한 교황 방문을 기념하여 40개의 판자촌을 불도저로 밀어버리기도 했다.

## 가족
아버지 호아킨 발라게르 레스피에르(Joaquín Balaguer Lespier)는 푸에르토리코에서 온 카탈루냐인이었다. 어머니 카르멘 셀리아 리카르도(Carmen Celia Ricardo)는 마누엘 데 헤수스 리카르도(Manuel de Jesus Ricardo)와 로사 아멜라 에우레아우스(Rosa Amelia Heureaux) 사이에서 태어났다. 호아킨은 레스피에르와 카르멘 사이에서 태어난 자녀 중 유일한 아들이었다(나머지는 딸이었다).
발라게르는 또한 독신이었다.

## 환경
발라게르는 친환경주의자이기도 했다. 발라게르에게 있어서 스승과도 같았던, 독재자 라파엘 트루히요(Rafael Trujillo)는 그를 지원하곤 했다.
발라게르는 요즘으로 말하자면 열정적인 숲 지킴이였는데 그는 가난한 사람들의 생계형 벌목이건 호화별장을 지으려는 부자들의 탐욕형 벌목이건 가리지 않고 처벌하였다. 강과 해안의 습지대를 보호구역으로 묶고, 국립공원을 지나는 도로공사와 대규모 환경 파괴를 부르는 댐 건설을 강제로 중단시켰다. 오늘날 도미니카가 자랑하는 녹지의 대부분은 발라게르에게 빚을 지고 있다 해도 과언이 아니다.
미국의 前부통령인 앨 고어(Al Gore)의 저서 《불편한 진실》에는 도미니카 공화국의 숲의 일부를 보여준다. 하지만 발라게르의 이름은 나타내지 않는다.